# Bruine druppelastrild
De bruine druppelastrild (Clytospiza monteiri) is een zangvogel uit de familie Estrildidae (prachtvinken).

## Verspreiding en leefgebied
Deze soort komt voor van zuidoostelijk Nigeria tot zuidelijk Tsjaad, zuidelijk Soedan, westelijk Oeganda, westelijk Kenia en noordelijk Angola.